# لو پوتی کووییی
شهر لو پوتی کووییی (به فرانسوی: Le Petit-Quevilly) در شهرستان سن ماریتیم در ناحیه نرماندی علیا با جمعیت ۲۲٬۱۳۲ نفر در کشور فرانسه واقع شده است